# 和田彩花のビジュルム
『和田彩花のビジュルム』（わだあやかのびじゅるむ）は、東海ラジオ放送で2015年10月3日から2020年3月29日まで放送されていたラジオ番組。

## 概要
- 2015年秋に実施された東海ラジオの改編に伴い番組の放送開始。
- 美術について語りだすと止まらない和田彩花が、大好きな美術を熱く語りつくす番組というコンセプトで放送されている。
- 名古屋市美術館で開催される「ゴッホ展」展覧会のミニ番組「和田彩花のちょこっとゴッホ」(2022年2月7日～2022年3月7日、全5回)。

- 愛知県美術館で開催される「ミロ展──日本を夢みて」展覧会のミニ番組「和田彩花の夢みるミロ展」(2022年4月29日～2022年5月23日、全5回)。

## 放送日時
- 2015年10月3日 - 2016年3月26日
  - 土曜 18:00 - 18:30
- 2016年4月3日 - 最終回
  - 日曜（土曜深夜） 1:30 - 2:00

## 出演者
- パーソナリティ - 和田彩花（元：アンジュルム）

## タイムテーブル
- 和田彩花のビビっときた!
  - 和田彩花の近況を報告するオープニングコーナー。
  - コーナーの最後に、和田がビビっと来たものを絵で描く。
- 和田彩花のここ行ってきましたレポート
  - 和田が最近行ってきた美術館や展覧会について語るコーナー。
- 和田彩花目線 映画紹介!
  - 和田が美術に関する映画を紹介するコーナー。
- この作家はだ～れだ
  - 和田が出す3つの特徴ヒントから、リスナーが作家名を当てるコーナー。